# San Agustín (Bolivia)
San Agustín è un comune (municipio in spagnolo) della Bolivia nella provincia di Enrique Baldivieso (dipartimento di Potosí) con 2.045 abitanti (dato 2010).

## Cantoni
Il comune è suddiviso in 4 cantoni.
- Alota
- Cerro Gordo
- San Agustín
- Todos Santos